# The Night Clerk
The Night Clerk (titulada en España como Lo que la verdad oculta, y en como Hispanoamérica como El empleado nocturno o Lo que la noche esconde) es una película de drama suspensivo estadounidense escrita y dirigida por Michael Cristofer. Protagonizada por Tye Sheridan, Ana de Armas, John Leguizamo y Helen Hunt.
Fue estrenada el 21 de febrero de 2020 por Saban Films y el 6 de junio de 2020 en la plataforma Netflix.

## Sinopsis
Bart Bromley, empleado autista que trabaja en un hotel por la noche, esconde varias cámaras dentro de las habitaciones para estudiar los diálogos de los huéspedes y de esta forma aprender mejores habilidades sociales. Una noche presencia el asesinato de una atractiva mujer en una de las habitaciones, pero decide no dar mayores detalles a la policía por temor a ser involucrado. Un día después conoce a una hermosa joven llamada Andrea, quien también se hospeda en el hotel y al parecer podría convertirse en la nueva víctima del misterioso asesino.

## Argumento
Bart Bromley (Tye Sheridan) autista que vive con su mamá (Helen Hunt). Bart coloca cámaras ocultas en una habitación del hotel donde trabaja en la recepción y utiliza las transmisiones en vivo y las grabaciones para superar sus problemas para socializar, imitando la forma de hablar y los gestos de los huéspedes. 
En su turno de noche, Bart observa a Karen, quién se registró recientemente. Después de su turno compra un helado, se va a casa y continúa vigilando a Karen. 
Bart ve que Karen deja entrar a un hombre desconocido en su habitación. Después de discutir, el hombre comienza a golpearla. Bart observa cómo una pistola cae del bolso de Karen y luego se dirige al hotel para tratar de rescatarla. Entra por una puerta lateral, y poco después, el compañero de trabajo de Bart, Jack, escucha un disparo. Jack entra en la habitación de Karen, donde encuentra a Karen muerta y a Bart sentado en la cama. Mientras Jack llama al 911, Bart quita las cámaras ocultas, pero accidentalmente deja una tarjeta de almacenamiento.
Al día siguiente, Bart es interrogado por el detective Espada (John Leguizamo) y afirma que se fue a casa después de comprar un helado y luego regresó al hotel porque olvidó su billetera. Espada se da cuenta de que Bart está mintiendo porque si no tuviera su billetera, no habría podido comprar helado. Más tarde, Bart vuelve a mirar la grabación de la habitación de Karen y ve que el hombre que conoció tenía un tatuaje de un pájaro en el brazo.
Al día siguiente, el jefe de Bart lo reasigna a un nuevo hotel. En su primer turno, conoce a Andrea Rivera (Ana de Armas), quien reconoce que tiene Asperger, coquetea con él y se registra en una habitación. Al día siguiente, Bart descubre que le falta una tarjeta de almacenamiento, que Espada encuentra. Bart coloca cámaras en la habitación de Andrea y luego comparte un beso con ella cerca de la piscina del hotel.
Al día siguiente, Bart se corta el pelo y compra un traje, un coche y una colonia nuevos. Intenta visitar a Andrea en el hotel, solo para encontrarla teniendo sexo con el hombre desconocido de la habitación de Karen, a quien reconoce por el tatuaje. Bart regresa a casa y descubre que la policía se ha llevado su computadora y equipo de cámaras. Le dice a Espada que sus discos duros están vacíos porque borró todas las grabaciones antes de que llegara la policía. Después de que Espada se va, Bart recupera un disco duro oculto que contiene una copia de la grabación de la habitación de Karen.
El hombre desconocido que Bart vio con Andrea es Nick, un detective que ha estado teniendo una aventura con Andrea y quiere que ella mate a Bart para que él no pueda identificar a Nick ante la policía. Mientras Bart mira las cámaras en la habitación de Andrea, ve a Nick discutir con ella y comenzar a golpearla. Se apresura al hotel y entra en la habitación de Andrea cuando Nick se va, luego le muestra a Andrea las cámaras ocultas. En su casa, él le muestra la grabación de la habitación de Karen y Andrea ve que Nick mató a Karen. Andrea comienza a llorar y se va a dormir en la cama de Bart. Se acuesta con ella y se duerme.
A la mañana siguiente, Bart descubre que Andrea se ha ido, al igual que el disco duro en el que tenía la copia de la grabación de la habitación de Karen. También descubre que Andrea ha dejado la pistola del bolso de Karen en su cama. Andrea le da a Nick el disco duro con la grabación de la habitación de Karen y comienzan a salir de la ciudad. La policía llega a la casa de Bart y descubre que Bart no está allí, pero ha dejado el arma y las tarjetas de almacenamiento de la cámara junto con una nota para Espada. Nick y Andrea son detenidos y arrestados. Bart camina por un centro comercial local y practica el habla conversacional y el lenguaje corporal que ha observado en sus grabaciones.

## Reparto
- Tye Sheridan como Bart Bromley
- Helen Hunt como Ethel Bromley
- Ana de Armas como Andrea Rivera
- John Leguizamo como el Detective Espada
- Johnathon Schaech como el Detective Nick Perretti
- Jacque Gray como Karen Perretti
- Austin Archer como Jack Miller